# Capitulare de villis
Capitulare de villis vel curtis imperii je odlok, ki je nastal ob koncu 8. stoletja v zadnjih letih vlade Karla Velikega, da bi primerno upravljali vsa kraljeva posestva. Hranijo ga v knjižnici Herzog August Bibliothek v nemškem mestu Wolfenbüttel.

## Zgodovinski kontekst
Vsako pomlad je Karel Veliki zbral grofe, mejne grofe, škofe in opate na velikih srečanjih, ki so jim pravili majska polja. Razpravljali so o perečih temah, ob zaključku pa je Karel izdal enega ali več kapitularov - zakonov, ki so urejali težavno upravljanje tako velikega ozemlja s številnimi kulturnimi, jezikovnimi in pravnimi razlikami. Danes si lahko tako predstavljamo, kako so bile urejene Karlove posesti in spoznamo vsakdanje življenje ljudi, ki so na njih živeli in delali. 
Karel Veliki je pogosto potoval po svojem obsežnem cesarstvu z zelo številnim spremstvom, zato se je vedno ustavljal v enem od več kot 100 dvorcev, ki so vsi imeli svojo kmetijo.
Najmočnejši vladar tedanje Evrope je želel seveda živeti v okolju, ki mu je nudilo vse potrebno. Iz zgodovinskih virov izvemo, da, ko je cesar prišel v dvorec v bližini mesta Andernach v zvezni državi Porenje - Pfalška (nemško Rheinland-Pfalz), so ga oskrbeli  s petimi sodi vina, 50 kravami, poprom in sladkorjem.
Ker so se pa na potovanjih Karla Velikega večkrat pojavljale težave pri oskrbi, je bilo potrebno natančno urediti upravljanje njegovih kmetij, zato je cesar izdal Capitulare. V njem je bilo jasno navedeno, kaj morajo imeti v shrambi, koliko piščancev, prtov ali čaš mora biti na voljo.  V njem so zapisali,  kako upravljati ribnik, mečkati grozdje, variti pivo in katere živali gojiti. Določal je, kako obdelovati polja in katere vrste zelenjave, dišavnic in sadnih dreves gojiti.
Avtor in datum tega obsežnega zapisa nista znana, kar je pri karolinških rokopisih pogosto, vendar dejstvo, da srečamo v naslovu besedo imperii in ne regni, kaže na to, da je bil zapisan po Karlovem kronanju za cesarja decembra leta 800.

## Vsebina
Capitulare de villis ni urejen v nobenem logičnem vrstnem redu, temveč skače med različnimi temami skozi sedemdeset poglavij dokumenta. Avtor tem ni obravnaval enakovredno, saj so nekatere daljše in bolj podrobne kot druge. Besedilo je veliko bolj specifično v zvezi s pridelki in živalmi ter postaja bolj nejasno v zvezi z vsakodnevno oskrbo živine, kot so piščanci in drugi manj razširjeni materiali.

### Dolžnosti in administracija
Večina Capitulare de villis je posvečena opisovanju dolžnosti iudexa, »uradnika, ki je zadolžen za skrb za kraljevo lastnino ali za dolžnosti svojih podrejenih«. Velja, da mora »vsak oskrbnik opravljati svojo službo v celoti, v skladu z njegovimi navodili«. Dokument vključuje številne dolžnosti, vključno z opozarjanjem uradnikov pred korupcijo, varovanjem lastnine pred krajo, pravičnim pregonom kriminalcev in enkrat letno predstavitvijo kralju določenih predmetov. Najpomembnejša dolžnost, opisana v tem dokumentu, pa je bila izdelava natančnega inventarja in olajšanje prevoza hrane, denarja in blaga posestva na karolinški dvor.
Dokument kot celota »polaga upravne temelje za sodišče za učinkovito upravljanje kraljeve lastnine in zagotavljanje dohodka za palačo na daljavo«. Kar zadeva upravljanje kraljeve lastnine, katere opis zajema precejšen znesek prostora v Capitulare de villis, besedilo opisuje oskrbo različnih posestnih zgradb in posesti ter skrb za živino, vendar je opazno manj natančno, ko je šlo za podrobnosti v kmetijski proizvodnji, saj preprosto navaja kvote za nekatere pridelke in ne metode njihovega gojenja.

### Pravičnost
Kapitularij večkrat omenja, kako je treba ravnati s pravičnostjo na kraljevih posestvih v njegovi odsotnosti, in daje odgovornost iudicam, da spoštujejo zakon. Besedilo navaja, da »kar zadeva druge ljudi, naj skrbniki pazijo, da jim zagotovijo pravico, do katere imajo pravico, kot določa zakon«. To dokazuje, da iudex ni bil samo kraljev služabnik v smislu upravljanja njegove lastnine, ampak je bil tudi nekakšen kraljev predstavnik, ko je šlo za delitev pravice, če je bilo treba.

### Primer: 70. paragraf
70. Volumus quod in horto omnes herbas habeant: id est lilium, rosas, fenigrecum, costum, salviam, rutam, abrotanum, cucumeres, pepones, cucurbitas, fasiloum, ciminum, ros marinum, careium, cicerum italicum, squillam, gladiolum, dragantea, anesum, coloquentidas, solsequiam, amcum, silum, lactucas, git, eruca alba, nasturtium, parduna, puledium, olisatum, petresilinum, apium, levisticum, savinam, anetum, fenicolum, intubas, diptamnum, sinape, satureiam, sisimbrium, mentam, mentastrum, tanazitum, neptam,febrefugiam, papaver, betas, vulgigina, mismalvas, malvas, carvitas, pastenacas, adripias, blidas, ravacaulos, caulos, uniones, britlas, porros, radices, ascalonicas, cepas, alia, warentiam, cardones, fabas maiores, pisos Mauriscos, coriandrum, cerfolium, lacteridas, sclareiam. Et ille hortulanus habeat super domum suam Iovis barbam. De arboribus volumus quod habeant pomarios diversi generis, pirarios diversi generis, prunarios diversi generis, sorbarios, mespilarios, castanearios, persicarios diversi generis, cotoniarios, avellanarios, amandalarios, morarios, lauros, pinos, ficus, nucarios, ceresarios diversi generis. Malorum nomina: gozmaringa, geroldinga, crevedella, spirauca, dulcia, acriores, omnia servatoria; et subito comessura; primitiva. Perariciis servatoria trium et quartum genus, dulciores et cocciores et serotina.
Prevod:
70. Zahtevamo, naj imajo na vrtu vse rastline: to je lilijo, vrtnice, grško seno, dišečo balzaminko, žajbelj, vinsko rutico, abraščico, kumarice, melone, buče, okrogli beneški fižol, orientalsko kumino, rožmarin, navadno kumino, čičeriko, primorsko čebulo, gladiolo, pehtran, janež, okrasno bučo, vrtni ognjič, kelo, vrtno solato, črno kumino, navadno rukvico, navadno vodno krešo, navadni repinec, polaj, peteršilj, navadno zeleno, luštrek, smrdljivi brin, navadni koper, koromač, cikorijo, navadni jesenček, ditanijo, belo gorčico, vrtni šetraj, navadni dihnik, poprovo meto, zeleno meto, navadni vratič, mačjo meto, kamilico, mak, peso, navadni kopitnik, muškatni slezenovec, gozdni slezenovec, korenje, pastinak, vrtno lobodo, ščir, kolerabo, zelje, čebulo, drobnjak, por, navadno redkvico, šalotko, zimsko čebulo, česen, pravi boršč, artičoko, stročji fižol, grah, koriander, pravo krebuljico, križnolistni mleček, muškatno kaduljo. In vrtnar naj ima nad svojim domom netresk. Zahtevamo, naj imajo izmed dreves jablane različnih vrst, hruške različnih vrst, slive različnih vrst, skorš, nešplje, kostanje, breskve različnih vrst, kutine, leske, mandljevce, bele murve, lovor, pinije, fige, orehe in divje češnje različnih vrst. Vrste jabolk so: gozmaringa, geroldinga, crevedella, spirauca, sladka jabolka, kislejša, vsa, ki jih lahko shranimo in vsa, ki jih moramo takoj pojesti; in prvotna jabolka. Izmed hrušk naj imajo tri ali štiri vrste, ki jih lahko shranimo, sladke in primerne za kuhanje ter pozne sorte. 

## Zeliščni vrt
Zeliščni vrt ali hortus je nastal, da bi gojili zdravilne rastline za menihe. Običajno je bil zraven bolnišnice in prostora, kjer so zdravila pripravljali in hranili. Viri nam povedo, da so v srednjem veku poznali in gojili približno 100 različnih vrst zelenjave, dišavnic in sadja.
Načrt samostana St. Gallen prikazuje vzorec popolnega vrta. Razdeljen je na urejene in lahko dostopne gredice, v katerih so gojili zelišča in dišavnice za menihe. Ob vrtu je tudi sadovnjak. Tako zelišča kot sadna drevesa najdemo tudi v Capitulare de Villis, kar dokazuje, da je bil eden izmed virov načrta samostana St. Gallen. 
| rastlina         | znanstveno ime                     | slovensko ime           |
| ---------------- | ---------------------------------- | ----------------------- |
| lilium           | Lilium candidum                    | lilija                  |
| rosa             | Rosa gallica                       | galski šipek            |
| fenigrecum       | Trigonella foenum- graecum         | grško seno              |
| costum           | Tanacetum balsamita                | dišeča balzaminka       |
| salvia           | Salvia officinalis                 | žajbelj                 |
| ruta             | Ruta graveolens                    | vinska rutica           |
| abrotanum        | Artemisia abrotanum                | abraščica               |
| cucumeres        | Cucumis sativus                    | kumarica                |
| pepones          | Cucumis melo                       | melona                  |
| cucurbitas       | Lagenaria siceraria                | buča                    |
| fasiloum         | Vigna unguiculata                  | okrogli beneški fižol   |
| ciminum          | Cuminum cyminum                    | kumina                  |
| ros marinum      | Rosmarinus officinalis             | rožmarin                |
| careium          | Carum carvi                        | navadna kumina          |
| cicerum italicum | Cicer arietinum                    | čičerka                 |
| squilla          | Drimia maritima                    | primorska čebula        |
| gladiolum        | Gladiolus                          | gladiola                |
| dragantea        | Artemisia dracunculus              | pehtran                 |
| anesum           | Pimpinella anisum                  | janež                   |
| coloquentidas    | Citrullus colocynthis              | kolokinta, okrasna buča |
| solsequia        | Calendula officinalis              | vrtni ognjič            |
| ameum            | Ammi visnaga                       | kela, visnaga           |
| silum            | Sium sisarum                       |                         |
| lactuca          | Lactuca sativa                     | vrtna solata            |
| git              | Nigella sativa                     | črna kumina             |
| eruca alba       | Eruca sativa                       | navadna rukvica         |
| nasturtium       | Nasturtium officinale              | navadna vodna kreša     |
| parduna          | Arctium lappa                      | navadni repinec         |
| puledium         | Mentha pulegium                    | polaj                   |
| olisatum         | Smyrnium olusatrum                 |                         |
| petreselinum     | Petroselinum crispum               | peteršilj               |
| apium            | Apium graveolens                   | navadna zélena          |
| levisticum       | Levisticum officinale              | luštrek                 |
| savina           | Juniperus sabina                   | smrdljivi brin          |
| anetum           | Anethum graveolens                 | navadni koper           |
| fenicolum        | Foeniculum vulgare                 | koromač                 |
| intubae          | Cichorium intybus                  | cikorja                 |
| diptamnum        | Dictamnus albus                    | navadni jesenček        |
| diptamnum        | Origanum dictamnus                 | ditanija                |
| sinape           | Sinapis alba                       | bela gorčica            |
| satureia         | Satureja hortensis                 | vrtni šetraj            |
| sisimbrium       | Sisymbrium officinale              | navadni dihnik          |
| menta            | Mentha piperita                    | poprova meta            |
| mentastrum       | Mentha spicata                     | zelena meta             |
| tanazitam        | Tanacetum vulgare                  | navadni vratič          |
| nepta            | Nepeta cataria                     | mačja meta              |
| febrefugiam      | Matricharia chamomilla             | kamilica                |
| papaver          | Papaver                            | mak                     |
| betas            | Beta vulgaris                      | pesa                    |
| vulgigina        | Asarum europaeum                   | navadni kopitnik        |
| mismalvae        | Malva moschata                     | muškatni slezenovec     |
| malvas           | Malva sylvestris                   | gozdni slezenovec       |
| carvitas         | Daucus carota                      | korenje                 |
| pastenacas       | Pastinaca sativa                   | pastinak                |
| adripias         | Atriplex hortensis                 | vrtna loboda            |
| blidae           | Amaranthus blitum                  | ščir                    |
| ravacauli        | Brassica oleraceae var. gongylodes | koleraba                |
| cauli            | Brassica oleraceae var. capitata   | zelje                   |
| uniones          | Allium cepa                        | čebula                  |
| britlae          | Allium shoenoprasum                | drobnjak                |
| porri            | Allium porrum                      | por                     |
| radices          | Raphanus sativus                   | navadna redkvica        |
| ascalonicum      | Allium ascalonicum                 | šalotka                 |
| cepae            | Allium fistulosum                  | zimska čebula           |
| alia             | Allium sativum                     | česen                   |
| warentia         | Rubia tinctorum                    | pravi boršč             |
| cardones         | Cynara carduluncus                 | artičoka                |
| fabae maiores    | Vicia faba                         | stročji fižol           |
| pisi Maurisci    | Pisum sativum                      | grah                    |
| coriandrum       | Coriandrum sativum                 | koriander               |
| cerfolium        | Anthriscus cerefolium              | prava krebuljica        |
| lacteridae       | Euphorbia lathyris                 | križnolistni mleček     |
| sclareia         | Salvia sclarea                     | muškatna kadulja        |
| Iovis barba      | Sempervivum Tectorum L.            | navadni netresk         |
| pomarii          | Malus domestica L.                 | navadna jablana         |
| pirarii          | Pyrus communis L.                  | navadna hruška          |
| prunarii         | Prunus domestica L.                | sliva                   |
| sorbarii         | Sorbus domestica Borkh.            | skorš                   |
| mespilarii       | Mespilus germanica L.              | navadna nešplja         |
| castanearii      | Castanea sativa                    | pravi kostanj           |
| persicarii       | Prunus persica (L.) Batsch         | breskev                 |
| cotoniarii       | Cydonia oblonga L.                 | navadna kutina          |
| avellanarii      | Corylus avellana L.                | navadna leska           |
| amandalarii      | Prunus dulcis Mill.                | mandljevec              |
| morarii          | Morus L.                           | bela murva              |
| lauri            | Laurus nobilis L.                  | lovor                   |
| pini             | Pinus pinea L.                     | pinija                  |
| ficus            | Ficus carica L.                    | navadni smokovec        |
| nucarii          | Juglans regia L.                   | navadni oreh            |
| ceresarii        | Prunus avium L.                    | divja češnja            |